# خیابان کورونیشن
خیابان کورونیشن (انگلیسی: Coronation Street) نام یک مجموعهٔ تلویزیونی بریتانیایی است که از ۹ دسامبر ۱۹۶۰ میلادی تا کنون از شبکهٔ آی‌تی‌وی در حال پخش است.
وقایع این سریال در یک خیابان به نام «کورونیشن» در شهر خیالی «ودرفیلد» رخ می‌دهد. در داستان خیالی این سریال، این خیابان در سال ۱۹۰۲ بنا شده است و نامش را به افتخار تاج‌گذاری ادوارد هفتم، «کورونیشن» گذارده‌اند.
این سریال ۶ روز در هفته (از چهارشنبه تا جمعه) ساعت‌های ۷:۳۰ الی ۸ شب و ۸:۳۰ الی ۹ شب پخش می‌شود.
ظرف شش ماه نخست از تولید و پخش، این سریال پُربیننده‌ترین سریال بریتانیا شد و اکنون بخش مهمی از فرهنگ پادشاهی متحد به حساب می‌آید.
در ۱۷ سپتامبر ۲۰۱۰، این مجموعهٔ تلویزیونی، طولانی‌ترین سریال جهان اعلام و نامش در کتاب رکوردهای جهانی گینس ثبت شد. در ۲۳ سپتامبر ۲۰۱۵ به مناسبت شصتمین سالگرد فعالیت آی‌تی‌وی این سریال به صورت زنده از تلویزیون پخش شد.